# Anii 980
Secole: Secolul al IX-lea - Secolul al X-lea - Secolul al XI-lea
Decenii: Anii 930 Anii 940 Anii 950 Anii 960 Anii 970 - Anii 980 - Anii 990 Anii 1000 Anii 1010 Anii 1020 Anii 930
Ani: 980 | 981 | 982 | 983 | 984 | 985 | 986 | 987 | 988 | 989